# شون ماريون
شون ماريون (بالإنجليزية: Shawn Marion) مواليد 7 مايو 1978، هو لاعب كرة سلة أمريكي يلعب مع فريق كليفلاند كافالييرز في الرابطة الوطنية لكرة السلة ويحمل الرقم 31. يبلغ طوله 6 قدم 7 بوصة (2.0 م).

## فرق لعب لها
- فينيكس صنز
- ميامي هيت
- تورونتو رابتورز
- دالاس مافيريكس
- كليفلاند كافالييرز

## الميداليات
| الميدالية | المسابقة                   |
| --------- | -------------------------- |
| برونزية   | كرة السلة في أولمبياد 2004 |

## روابط خارجية
- شون ماريون على موقع الاتحاد الدولي لكرة السلة (الإنجليزية)
- شون ماريون على موقع إن بي أي (الإنجليزية)
- شون ماريون على موقع سبورتس رفرنس (الإنجليزية)
- شون ماريون على موقع كرة السلة الأوروبية.كوم (الإنجليزية)
- شون ماريون على موقع كلية كرة السلة في سبورتس رفرنس.كوم (الإنجليزية)
- شون ماريون على موقع ريلجم (الإنجليزية)
- شون ماريون على موقع بروبوليرز (الإنجليزية)
- شون ماريون على موقع سبورتس رفرنس (الإنجليزية)
- شون ماريون على موقع أوليمبيديا (الإنجليزية)